# Christoffer Grönholm
Christoffer Carl Erik Grönholm, född 19 mars 1949 i Helsingfors, död 27 april 2011 i Lojo, var en finländsk statsvetare och folkbildningsman.
Grönholm blev politices doktor 1981 och docent i allmän statslära vid Helsingfors universitet 1984. Han var sekreterare i svenska riksdagsgruppen 1981–1982 och biträdande professor vid Svenska social- och kommunalhögskolan 1982–1990. 
Grönholm valdes till kanslichef för Svenska folkskolans vänner 1987 och blev därmed en av nyckelpersonerna i finlandssvenskt kulturliv. Som initiativrik förvaltare av en av de viktigaste finlandssvenska fonderna satsade han på en utåtriktad verksamhet, bland annat genom förvärv av flera folkhögskolor samt fastigheter i Helsingfors centrum. 
Sedan 1991 var Grönholm styrelseordförande i Schildts förlag, där han också i flera repriser fungerade som tillförordnad verkställande direktör. Han var chefredaktör för tidskriften Svenskbygden sedan 1987 och publicerade en rad vetenskapliga och populärt hållna arbeten, bland annat Världsbilden i finländsk statskunskap (1982), Citadellet i norr (1987) och Adult Education – Passionate Learning (1995), där han förespråkar det livslånga lärandets och folkbildningens ideal. År 2008 utgav han essäsamlingen Mindre är mera. 
År 2011 instiftade Svenska folkskolans vänner ett pris som bär hans namn för att årligen tilldelas en svensklärare i en finsk skola som befrämjat svensk kultur i Finland.